# Gaspare Cavallini
Gaspare Cavallini (Mede, 11 novembre 1817 – Lesa, 18 ottobre 1903) è stato un avvocato e politico italiano.

## Biografia
Figlio di Filippo e di Marianna Cardara Antona, nacque nel 1817 al castello di Tortorolo presso Mede. Apparteneva a una ricca famiglia di possidenti della Lomellina. Nel 1841 si laureò in giurisprudenza all'Università di Torino. Avvocato, di tendenze liberali, nel 1848 era giudice aggiunto presso il Tribunale di Casale Monferrato quando fu eletto per la prima legislatura del parlamento subalpino, e restò deputato (anche dopo l'unità d'Italia) fino alla nomina a senatore. 
Politicamente fece parte della destra o centro-destra, votando talvolta contro i governi pur moderati della destra storica. Fu molto assiduo nell'attività parlamentare e fece parte dell'ufficio di presidenza per sette legislature (dalla II alla VIII). 
Nel 1868 divenne segretario generale del ministero dell'interno, nel ministero ultraconservatore del Menabrea.
Nel 1873 venne nominato senatore, e anche in Senato fu molto stimato per la sua competenza in materia finanziaria e amministrativa.
Morì nel 1903 nella splendida villa Cavallini di Lesa, sul Lago Maggiore. Due suoi fratelli, Cesare e Carlo Giuseppe, erano stati deputati. Lasciò tre figli, Emilio, Adelaide e Filippo, che fu anch'egli deputato.